# New York-orkanen 1893
New York-orkanen 1893 (engelska: 1893 New York hurricane), även känd som Middnattsstormen engelska: Midnight Storm),  var en kraftig och destruktiv tropisk cyklon som i augusti 1893 drabbade New York. Orkanen definierades som en tropisk storm den 15 augusti 1893, då den befann sig över centrala Atlanten, och rörde sig sedan nordösterut mot USA:s östkust och slog till mot västra Long Island den 24 augusti samma år. Den rörde sig in mot landet dagen därpå, och avtog sedan.
Orkanen orsakade svåra skador, med stormfloder så höga som 9,1 meter. Träd föll till marken, och hus förstördes. Stora delar av Hogön spolades bort. Skador noterades även i Georgia, New England och South Carolina innan orkanen helt försvann den 2 september samma år över östra Kanada. Även New Jersey och North Carolina drabbades.

### Fotnoter
1. ↑  ”Chronological List of All Hurricanes which Affected the Continental United States: 1851-2007” (txt). United States National Oceanic and Atmospheric Administration. http://www.aoml.noaa.gov/hrd/hurdat/ushurrlist18512007.txt. Läst 27 september 2014.
2. ↑  http://www.hurricanescience.org/history/storms/pre1900s/1893/